# Companhia Holandesa das Índias Orientais

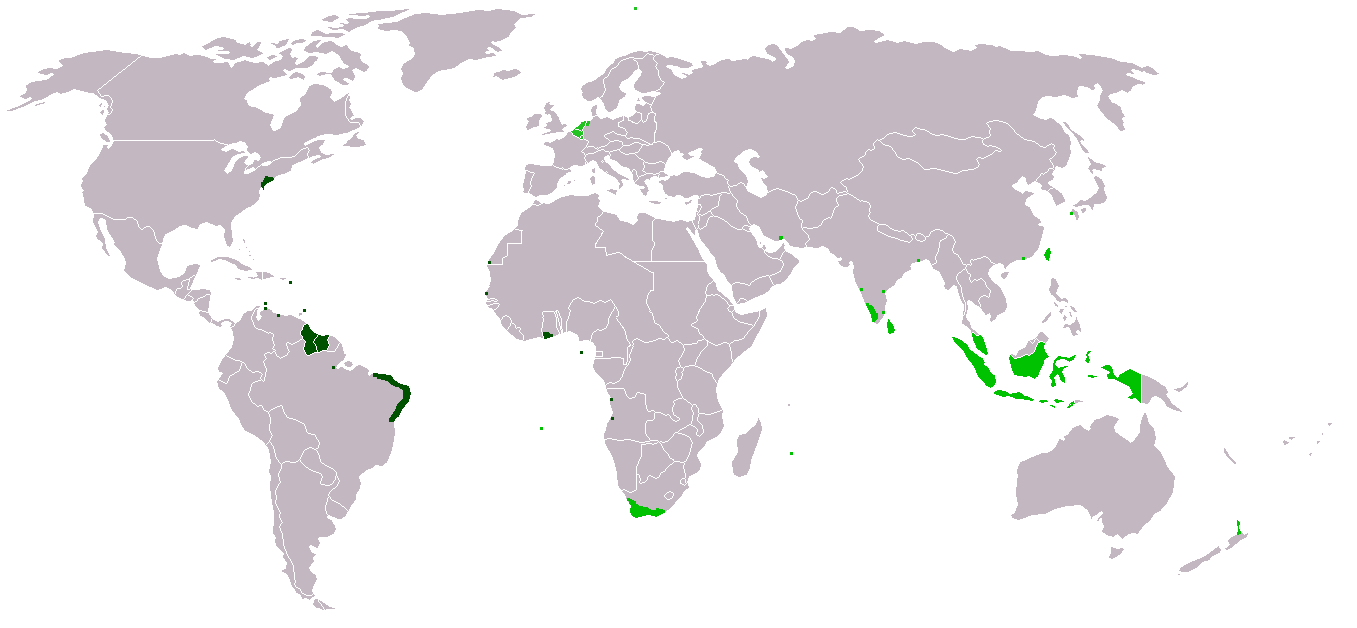
Império colonial holandês com as possessões da Companhia Neerlandesa das Índias Orientais a verde claro.

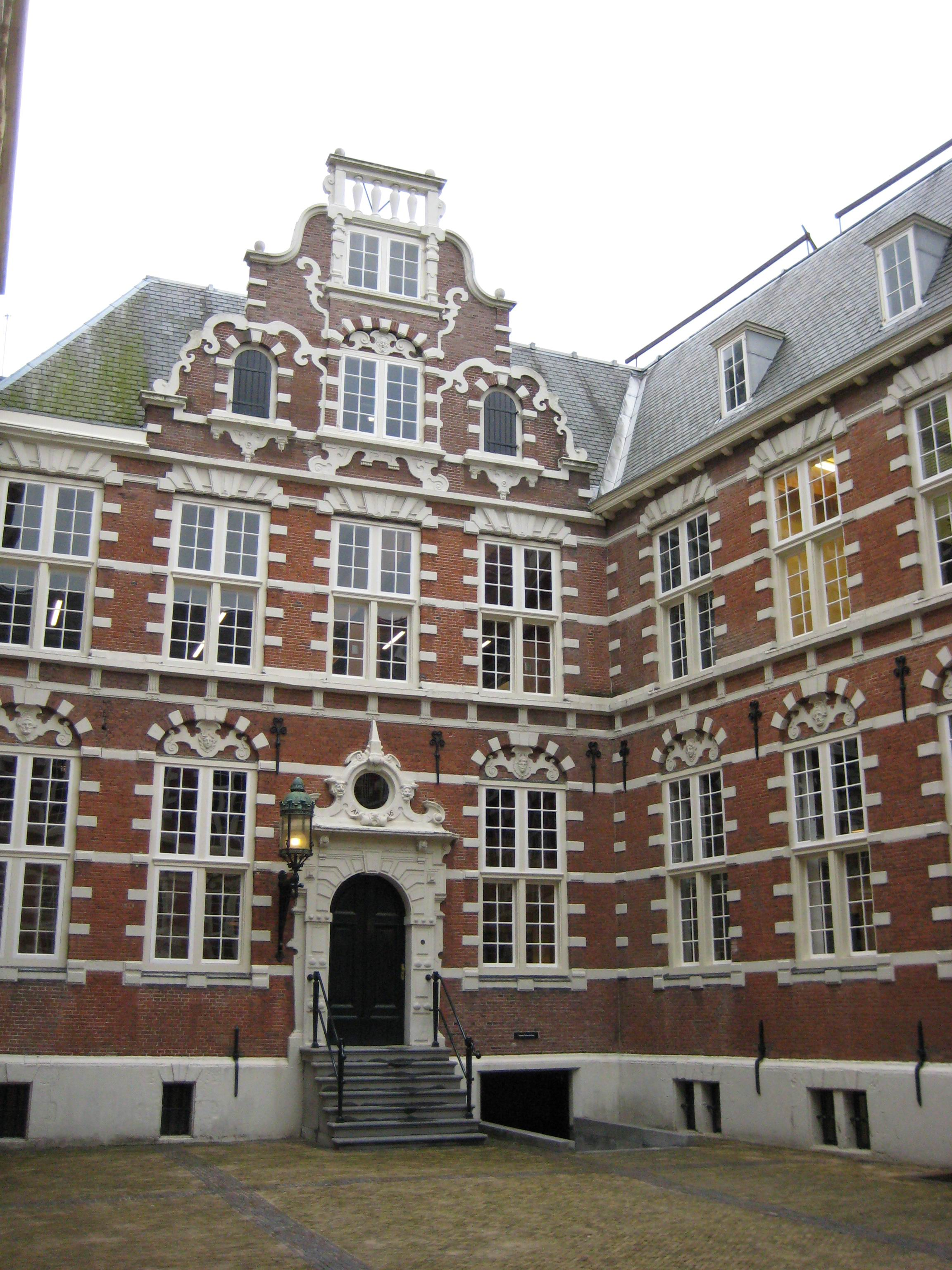
Edifício principal de VOC em Amsterdão.

A Companhia Holandesa das Índias Orientais ou Companhia Neerlandesa das Índias Orientais, formalmente Companhia Unida das Índias Orientais (em neerlandês, Vereenigde Oost-Indische Compagnie, com a sigla VOC) foi uma companhia majestática formada por holandeses, em 1602 - dois anos depois da formação da Companhia Inglesa das Índias Orientais – com o objetivo de tentar excluir os competidores europeus daquela importante rota comercial.
A sede era em Amesterdão, onde se cria, em 1609, o Banco de Amsterdão para apoiar o comércio colonial, fonte de metais preciosos. É na dinâmica financeira dessa companhia holandesa que surgirá o conceito atual de ações (aktien) por via da divisão, em 1610, do seu capital em quotas iguais e transferíveis. Tornar-se-á, contudo, devido aos bons resultados, cada vez mais um organismo estatizado, com autoridade militar e poder bélico, para administrar ou impor os seus direitos e pretensões nos mares. Os impostos sobre as mercadorias e as rendas encheram os cofres do Estado neerlandês.
Em 1605 mercadores holandeses da VOC, armados, capturaram o forte português de Amboyna (ou Ambon), nas ilhas Molucas; em 1619, invadiram Jacarta, que renomearam Batavia (o nome latino dos Países Baixos) e transformaram em sua capital; em 1682, tomaram Bantam, que era o último porto importante ainda em mãos dos nativos. A partir dessa altura, a colónia das Índias Orientais Holandesas, atual Indonésia, passou a ser administrada pela VOC, até à sua liquidação, em 1799. Concentrando o seu monopólio nas especiarias, os holandeses encorajaram a monocultura: em Amboíno, o cravinho, no Timor, sândalo e nas Ilhas Banda, a noz moscada.
Em 1609, o explorador inglês Henry Hudson, ao serviço da VOC, tentou uma passagem para as “Índias” pelo noroeste e acabou descobrindo regiões da América do Norte. Deu o seu próprio nome ao rio e à baía de Hudson, proclamando as terras circundantes propriedade da VOC. Depois de algumas expedições, a primeira colónia foi fundada em 1615: Fort Nassau, em Castle Island, perto da actual cidade de Albany, capital do estado de Nova Iorque. 
Em 1652, Jan van Riebeeck, também da VOC, fundou a Cidade do Cabo. Mais tarde, toda a região tornar-se-ia uma colónia neerlandesa.
Em 1669, a VOC era a mais rica companhia privada do mundo, com mais de 150 navios mercantes, 40 navios de guerra, 50 000 funcionários, um exército privado de 10 000 soldados e uma distribuição de dividendos de 40%.
Depois da Quarta Guerra Anglo-Holandesa (1780-1784), a VOC começou a ter problemas financeiros e foi liquidada em 1799. No Congresso de Viena, em 1815, as Índias Orientais Holandesas foram oficialmente transferidas para a coroa neerlandesa.
Foi designada pelo Karl Marx na sua obra clássica O Capital, e mais precisamente no capítulo 31 intitulado A gênese do capitalisto industrial do Livro I, como a primeira empresa capitalista moderna do mundo, denunciando a violência e exploração massiva que esta organização levou ao Sudeste Asiático "a pingar da cabeça aos pés, de todos os poros, com sangue e sujidade".

## Estrutura
Em março de 1602, o Estado Geral em Haia, órgão político das Províncias Unidas, passou um decreto obrigando as associações de comerciantes existentes, assim como comerciantes independentes a se fundirem em uma companhia única, de caráter misto, ou seja, estatal e privado, e de âmbito nacional. Tal companhia receberia o nome de Companhia das Índias Orientais,  a empresa foi fundada com um forte apoio do Estado Geral.
A justificativa do conselho para tal ação foi que somente através de uma concentração de capitais e uma tentativa de se estabelecer um monopólio do comércio, os comerciantes dos países baixos teriam condições de fazer frente ao império comercial português e tornar-se assim um agente importante dentro da lógica de comércio global. Nas palavras dos documentos da época, tal criação beneficiaria todas as pessoas que fossem parte da empresa, pois através do comércio seria garantido a prosperidade e o bem comum.
A administração da empresa consistia em seis câmaras, no qual cada uma deveria fornecer uma porcentagem do investimento financeiro e de maquinaria, como os navios necessários para a realizar a exploração e as trocas comerciais. As câmaras eram localizadas em Amsterdão, Middelburg, Rotterdam, Delft, Hoorn e Enkhuizen. Além disso, cada câmara  tinha direito a um número de representantes  no conselho geral da Companhia, The Heren XVII (Cavalheiros), composto por 17 conselheiros. Normalmente os maiores acionistas eram também os membros desses conselhos.
Somado ao conselho e às câmaras, a Companhia das índias Orientais (VOC) como uma empresa de economia mista, tinha ações na bolsa de Amsterdão e se utilizava desse instrumento para acumular capitais e auxiliar no financiamento de suas empreitadas comerciais.
É interessante destacar que esses conselheiros não eram responsabilizados por eventuais perdas em investimentos. Durante a sua existência os acionistas chegaram a protestar sobre essa política, mas como a companhia era apoiada pelo estado, esses protestos não encontraram grande reverberação e a política se manteve.

## Caráter híbrido da Companhia
A Companhia das Índias Orientais Neerlandesas tem um caráter ambíguo de ser ao mesmo tempo uma iniciativa privada e uma iniciativa pública. Ou seja, quando a companhia estabelecia uma possessão comercial na Ásia, essa era propriedade da empresa e não do governo das Províncias Unidas, contudo, os funcionários da Companhia das índias Orientais (VOC) tinham a função de serem representantes do estado no além-mar, logo, em certa medida, ao mesmo tempo que era um empreendimento particular, era ao mesmo tempo a representação do Estado dos países baixos na Ásia.Durante um certo período da historiografia, havia um debate se os Países Baixos tinham tido um império ou não, no início do século XXI, a posição majoritária é que esse império existiu. Contudo, não deixa de ser diferente e peculiar as suas características, uma vez que, parte das possessões do império neerlandês não eram controladas diretamente pelo governo, mas por uma empresa privada que almejava o lucro em transações comerciais.
Essa questão referente ao lucro da Companhia é primordial para compreender a dinâmica de funcionamento de seus entrepostos. Como a Companhia das índias Orientais (VOC) era uma empresa de comércio, obviamente, seu objetivo principal era realizar as trocas comerciais com o intuito de alcançar o lucro e essa máxima acompanhou a empresa em todos os seus empreendimentos.
Dessa forma, a Companhia das índias Orientais (VOC) tinha um comportamento adaptável ao outro, àquele com quem ela tinha interesse em estabelecer comércio. Sendo assim, em locais no qual se tinha uma fraca organização política ou militar, tal como na ilha de Java, localizado na atual Indonésia, a Companhia das índias Orientais (VOC) se impôs de forma mais autoritária, de fato dominando e estabelecendo uma colônia no local e permitindo por exemplo, que houvesse uma maior atividade missionária de calvinistas. Por outro lado, em locais com a presença de uma organização político-militar mais forte, tal como o Japão, a companhia negociou acordos  que fossem benéficos para ambos, além de respeitar a cultura e a população local.
Segundo o historiador Peter Borschberg, a Companhia das índias Orientais (VOC) pode ser compreendida como híbrido de Mercúrio e Marte, deuses do comércio e da guerra, respectivamente. Portanto, e empresa sabia ser diplomática e negociar seus contratos comerciais de forma que fosse benéfico para ambos, porém, quando havia necessidade e espaço, ela sabia se impor militarmente e alcançar através da violência, posições satisfatórias para seus empreendimentos.

## Disputa pela livre navegação dos mares
Após a criação da companhia, deu-se início a um processo de estabelecimento de rotas comerciais na Ásia que almejavam alcançar o monopólio das trocas comerciais. Contudo, como os portugueses já haviam estabelecido entrepostos nessas regiões, acabou sucedendo uma disputa comercial-militar entre ambas as potências.
Portugal por um lado, argumentava que como havia alcançado e estabelecido os entrepostos primeiro do que os neerlandeses, deveria ter a prioridade no comércio com a Ásia. Por outro lado, a Companhia das índias Orientais (VOC) contratou o humanista e diplomata Hugo Groot para a redação de um livro intitulado Mare Liberum .No qual a principal tese do autor é a de que a existência de um entreposto comercial não implica na exclusividade da rota marítima , além de que a navegação  nos mares e oceanos seria livre e não poderia estar sob o controle de nenhuma nação. Ou seja, a Companhia das índias Orientais (VOC) não poderia intrometer-se nas possessões portuguesas, mas estaria livre para se intrometer nas rotas comerciais marítimas lusitanas, inclusive capturando ou afundando navios comerciais, além de que poderia estabelecer as suas próprias rotas, uma vez que a navegação pelos mares e oceanos não era e não podia ser exclusividade de nenhuma nação.
A partir disso, devido ao investimento e momento das Províncias Unidas a, Companhia das índias Orientais (VOC) conseguiu se impor sobre o império português e após um determinado período de tempo, a companhia tornou-se dominante nos mares asiáticos, assim como no comércio entre ambos os continentes, pelo menos até a ascensão dos ingleses .
A redação de tal livro fez com que Hugo Groot viesse a ser conhecido como o pai do direito internacional e defensor do direito da livre navegação dos mares, conceito esse que veio a ser invocado muitas vezes ao longo da história. Inclusive pela própria Companhia das Indias Orientais Inglesa, EIC, quando essa começou a se envolver no comércio asiático e a atacar as rotas existentes que pertenciam à Companhia das índias Orientais (VOC). Ou seja, os ingleses se utilizaram do próprio argumento e documento dos neerlandeses para poder disputar e se apossar de suas atividades comerciais na Ásia.

## Pólo de comércio global e trocas comerciais
Dentre as atividades comerciais desenvolvidas pela companhia, destaca-se o comércio de especiarias da Ásia, tal como temperos. Somada a isso, é preciso destacar que a Companhia das índias Orientais (VOC) em menor medida que a Companhia das Índias Ocidentais, também esteve envolvida com o tráfico de escravos, que mostoru-se rentável para a empresa, sendo que é possível apontar para a presença de escravos nas próprias instalações da empresa no continente africano. Ou seja, a Companhia das índias Orientais, Companhia das índias Orientais (VOC) não só comercializava escravos, como também detinha escravos.
Um ponto a se destacar é a promoção da cultura asiática na Europa, que por serem distintas do que havia na Europa, tornou-se um mercado de luxo, uma forma de conseguir um destaque social, um exemplo disso, é o comércio de porcelana chinesa.
Vale ressaltar que, a Companhia das índias Orientais (VOC) é que apesar de ser uma empresa com uma finalidade comercial, suas redes de navegações serviram para que houvesse uma conexão para além do comércio. Dessa forma, há inúmeros relatos de cientistas que embarcavam nos navios da Companhia das índias Orientais (VOC) para realizar pesquisas. Dentre esses tópicos de pesquisa, destaca-se a cartografia, de modo que as redes de navegação da Companhia das índias Orientais (VOC) serviram de base para que se conhecesse melhor o oceano e os contornos do continente asiático. Ponto interessante de destacar é que tal pesquisa também era benéfica para a própria empresa, que utilizava-se da cartografia como uma forma de legitimar sua presença e atuação no continente asiático, logo podemos pensar essa interação ciência e Companhia das índias Orientais (VOC) como uma via de mão-dupla, no qual ambos os grupos saem ganhando.

### Pólo de funcionários globais
A Companhia das índias Orientais (VOC) como uma empresa com participação do governo tinha uma preferência de que cidadãos dos países baixos ocupassem os postos mais altos dentro da companhia. Contudo, como a população das Províncias Unidas não era tão grande, além do fato da Companhia das índias Orientais (VOC) ser uma empresa de capital misto, a empresa tornou-se um local no qual estrangeiros poderiam ascender social e economicamente, sendo que existem exemplos não apenas de europeus, mas também nativos dos povos asiáticos, no qual a Companhia das índias Orientais (VOC) tinha contato e decidiram prestar serviços para a empresa.
Apesar desse caráter plural dos funcionários da Companhia das índias Orientais (VOC) deve-se sempre ter em mente que a empresa era neerlandesa, no qual seus dirigentes eram neerlandeses e tinham uma crença na superioridade  da Europa em relação aos povos dos demais continentes do globo. Dessa forma, os diretores da Companhia das índias Orientais, VOC, propositalmente, dificultavam a promoção de estrangeiros a postos mais altos na empresa, assim como proibiam funcionários que tinham relações com nativos de mudarem-se com sua família para outro território, incluindo os Países Baixos (nota rodapé). Inclusive a empresa desestimulava a prática do casamento e da mestiçagem, permitindo que os funcionários tivessem concubinas, mas que não pudessem se casar de fato.
Tais dados demonstram que, apesar do preconceito dos dirigentes da Companhia das índias Orientais (VOC) era justamente essa pluralidade dentro da empresa que conferia a ela a facilidade de estabelecer contato e comercializar com as mais diferentes culturas. Ou seja, apesar do preconceito  existente na empresa, era na diversidade que estava uma das suas qualidades mais fortes.

## Relação com Igreja Calvinista
A Companhia das Índias Orientais por ser considerada uma empresa nacional, era considerada oficialmente calvinista. Tal denominação implicava que a Companhia das índias Orientais (VOC) deveria facilitar e auxiliar a presença de missões religiosas dentro dos territórios em que ela atuava, assim como o transporte de religiosos em suas embarcações.
Havia territórios em que a Companhia das índias Orientais (VOC) não conseguia se impor militarmente e precisava negociar contratos para estabelecer comércio. Ao mesmo tempo, a igreja tinha interesse em poder atuar nessas regiões também e converter parte da população. Porém, isso nem sempre agradava às entidades políticas locais, que ao se irritarem com a igreja calvinista, iam cobrar a Companhia das índias Orientais (VOC) pela atuação dos calvinistas. Contudo, como a Companhia das índias Orientais (VOC) era uma empresa comercial, seu objetivo principal era estabelecer o comércio entre as regiões asiáticas em que ela atuava e as províncias unidas. Sendo assim, apesar de ser denominada como uma empresa calvinista, a Companhia das índias Orientais (VOC) teve diversos atritos com a igreja ao longo do tempo e em diversos territórios, chegando em alguns momentos até inibir a atuação dos religiosos em prol da liberdade religiosa dos povos locais.

## Decadência
A decadência da Companhia está diretamente relacionada com a decadência das Províncias Unidas que conforme foram se envolvendo em conflitos militares na Europa, foram tendo menos disposição financeira para apoiar a empresa, assim como fornecer material e garantir que fosse possível realizar um comércio ilegal marítimo seguro entre os entrepostos da Ásia e os Países Baixos. Além disso, dentro da própria lógica do desenvolvimento imperialista, depois dos neerlandeses, ingleses e franceses também decidiram investir em companhias de comércio, assim como no estabelecimento de entrepostos comerciais na Ásia. Dessa forma, a Companhia das índias Orientais (VOC) precisou cada vez mais de um orçamento maior e uma maior frota para poder, militarmente, fazer frente à Companhia das Índias Orientais Inglesa, EIC e às companhias de comércio francesas.
Somada a isso, ainda há dois fatores financeiros. Primeiro, houve muitos desvios de verba e enriquecimento de funcionários que em realidade tinham um salário muito aquém do que a riqueza que possuía, ou seja, havia muitos esquemas de corrupção dentro da empresa. Um segundo ponto, é que as finanças da empresa não eram unificadas, era dividida de acordo com cada câmera, o que dificultava que houvesse um controle do que saia e do que entregava e tornava as reais condições do orçamento da empresa incerto. Tal cenário, tanto nas Províncias Unidas, quanto na Ásia, fez com que a margem de lucro da Companhia fosse diminuindo a cada empreitada e que os investidores optassem por reinvestir o lucro em outras regiões da Europa e do globo . De modo, que tornou-se insustentável o modelo da empresa no final do século XVIII e acarretou na sua dissolução  no ano de 1799.